# Marianne Oeste de Bopp
Marianne Oeste de Bopp (geboren 2. November 1905 in Königsberg; gestorben 24. Januar 1985 in Mexiko-Stadt) war eine deutsch-mexikanische Germanistin.

## Leben
Marianne Oeste war Tochter in einer preußischen Offiziersfamilie. Sie wuchs in Königsberg, Halle und Wittenberg auf und kam dann nach Berlin, wo sie die Handelsschule absolvierte und 1923 Schreibkraft bei der Deutschen Allgemeinen Zeitung (DAZ) wurde. 1924 wurde sie Assistentin beim sozialdemokratischen Reichstagsabgeordneten Paul Moldenhauer. 1927 holte sie das Abitur nach und ging 1928 im Auftrag der I.G. Farben nach Mexiko. Dort traf sie auf den Deutschen und promovierten Politologen Hans Bopp. Sie heirateten 1929 und hatten zwei Kinder. Im deutschen Vereinswesen in Mexiko-City waren sie Außenseiter, da sie sich dem nationalsozialistischen Zeitgeist verweigerten, 1938 besuchten sie noch einmal mit den Kindern ihre Eltern im Deutschen Reich und suchten nach der Rückkehr um die mexikanische Staatsbürgerschaft an. 
Nach dem Krieg studierte Oeste de Bopp Hispanistik, Anglistik und Vergleichende Kulturgeschichte an der Universidad Nacional Autónoma de México (UNAM) in Mexiko-Stadt und schrieb 1952 eine Magisterarbeit zu John Milton. 1954 wurde sie mit einer Dissertation zur Literatur in der Renaissance promoviert. Oeste de Bopp wurde ordentliche Professorin und begann 1955 eine germanistische Abteilung in der Philosophischen Fakultät der UNAM aufzubauen. Dazu schrieb sie ein Lehrbuch und übersetzte selbst eine Vielzahl deutscher Autoren ins Spanische. Oeste de Bopp wurde 1976 emeritiert. 
Sie erhielt 1965 das Verdienstkreuz 1. Klasse des Verdienstordens der BRD.

## Schriften (Auswahl)
- Marianne West: Von Vulkanen, Pyramiden und Hexen. Mexicanische Impressionen. Berlin 1930, OCLC 7587459.
- Contribución al estudio de las letras alemanas en México. Facultad de filosofía y letras seminarios. México 1961, OCLC 751433002.
- Maximiliano y los Alemanes. México 1965, OCLC 28443805.
- Übersetzerin: El cantar de los Nibelungos. México 1998, ISBN 968-432-015-9.